# Bilthoven
Bilthoven est une ville néerlandaise située dans la commune de De Bilt, dans la province d'Utrecht. Le 1er janvier 2006, elle comptait 21 984 habitants.

## Géographie
Bilthoven est située à environ deux kilomètres au nord-est de De Bilt ; à environ 6 km au nord-est du centre d'Utrecht ; à environ 8 km à l'ouest d'Amersfoort ; à environ 8 km au sud d'Hilversum.
Près de Bilthoven se trouvent deux grands parcs : Heidenpark et Bospark Bilthoven.

## Histoire
Bilthoven est un haut lieu de la vie internationale au début du XXe siècle.
Plusieurs rencontres de militants pacifistes y ont lieu juste après la Première Guerre mondiale dans le centre créé par Kees Boeke et sa femme Betty Cadbury. En particulier, en mars 1921, y est fondée l'organisation pacifiste encore existante de nos jours Internationale des résistant(e)s à la guerre (IRG).
En 1926, Kees Boeke y crée l'école nouvelle Werkplaats Kindergemeenschap (WP), encore existante.
Bilthoven est aussi le siège de l'Union mondiale pour l'interlingua qui promeut la langue internationale Interlingua.

## Personnalités liées à Bilthoven
- Luca Hollestelle (1996-), actrice et mannequin, y est née.
- Jo Schouwenaar-Franssen (1909-1995), femme politique, y est morte.

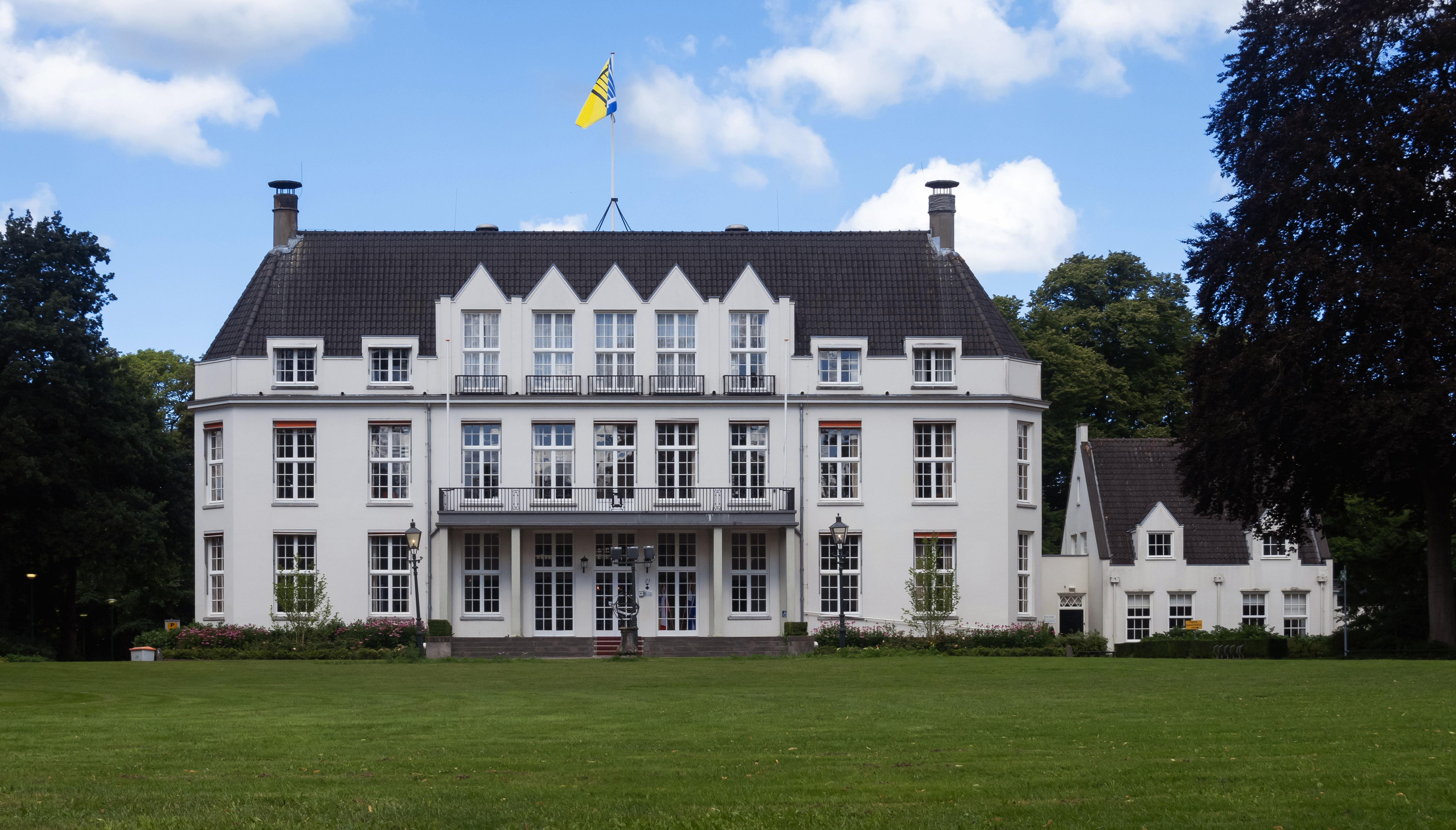
Bilthoven, le domaine Jagtlust (l'actuelle mairie).